# Loazzolo (vin)
Le Loazzolo est un vin blanc doux italien de la région Piémont doté d'une appellation DOC depuis le 14 avril 1992. Seuls ont droit à la DOC les vins blancs récoltés à l'intérieur de l'aire de production définie par le décret. 

## Aire de production
Les vignobles autorisés se situent en province d'Asti dans la commune de Loazzolo.

## Caractéristiques organoleptiques
- couleur : jaune doré brillant
- odeur : complexe, intense, caractéristique
- saveur : douce et harmonique, musquée

## Production
Province, saison, volume en hectolitres :
- Asti  (1992/93)  71,64
- Asti  (1993/94)  60,64
- Asti  (1994/95)  37,12
- Asti  (1995/96)  21,45